# Ribadedeva
Ribadedeva (Asturian: Ribedeva) là một đô thị trong cộng đồng tự trị của Công quốc Asturias, Tây Ban Nha.

## Giáo khu
- Colombres
- Noriega
- Villanueva
- Pimiango